# Steinhäger
O Steinhäger é uma bebida destilada a base de Juniperus (zimbro). Surgiu no século XV, na pequena aldeia de Steinhagen, na região da Vestfália, que pertence atualmente à Alemanha. Na produção, as frutas de Juniperus são esmagadas junto com grãos de trigo. Depois de fermentada, a pasta é destilada em alambiques do tipo pot still. De acordo com a Lei do Monopólio da Aguardente da Alemanha, que é a lei que dita as regras da produção do Steinhäger no país, a bebida não pode sofrer adição de nenhum produto químico na mistura de zimbro e trigo.

## Denominação de Origem Protegida
A bebida é, desde 1989, uma denominação de origem protegida pela legislação da União Europeia.

## Degustação
Na Alemanha, a bebida é degustada em temperatura ambiente, suavemente gelado, ou à temperatura de freezer, como a vodca. Pode, ainda, ser misturada ao popular chope, de modo a realçar o sabor deste (a mistura é conhecida por submarino).

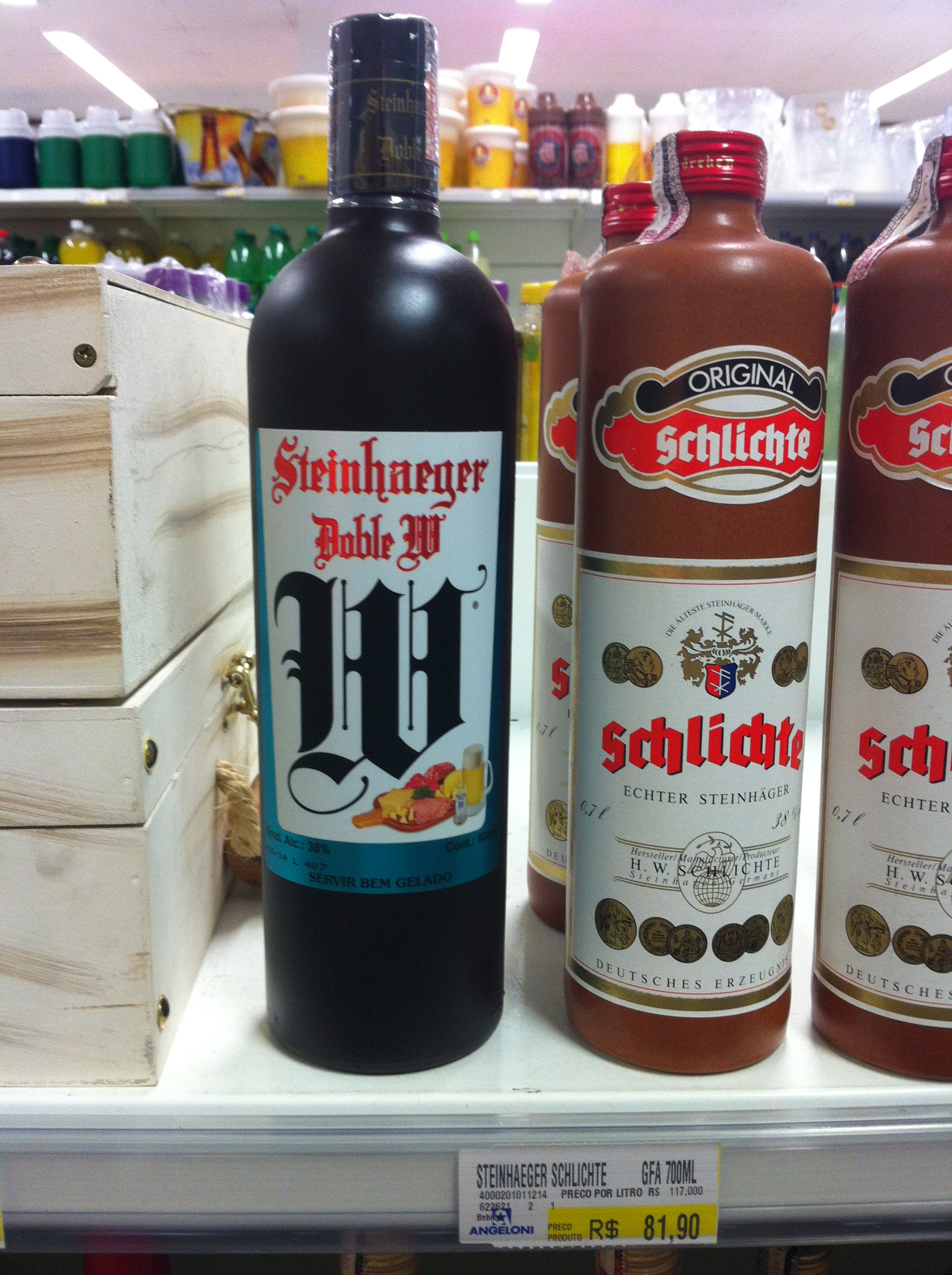
Exemplares de duas marcas da bebida sendo vendidos em um supermercado em Florianópolis, no Brasil